# 티토노스

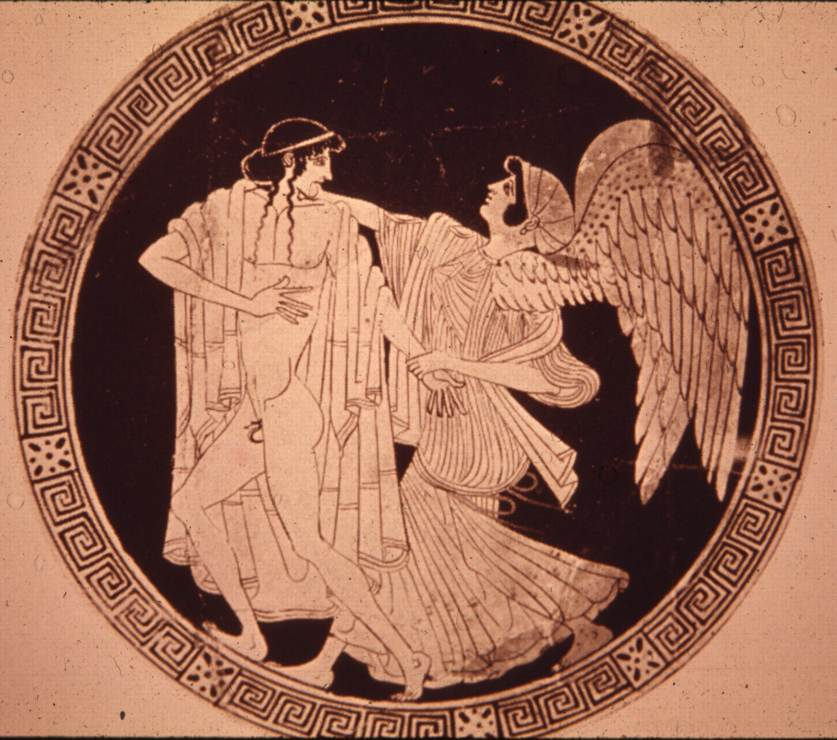

티토노스(Tithonos)는 그리스 신화에 나오는 트로이아의 왕 라오메돈과 스트리모 사이에 난 아들이다. 에오스는 티토노스와 사랑에 빠져서 그를 에티오피아로 데리고 갔으며 그곳에서 에마티온과 멤논을 낳았다. 에오스가 티토노스에게 영생을 허락해주도록 제우스에게 청했을 때 제우스가 그 청을 들어주었으나, 영원한 젊음을 유지하게 해달라고 청하는 것을 잊었기 때문에 티토노스는 늙게 되었으며 나중에는 에오스에 의해 매미(혹은 메뚜기)로 변했다.

## 같이 보기
- 쿠마에 무녀